# 宮本 (行田市)
宮本（みやもと）は、埼玉県行田市の町名。現行行政地名は宮本のみ。丁番を持たない単独町名である。住居表示実施済み。郵便番号は361-0072。

## 地理
秩父鉄道行田市駅の東方、埼玉県行田市の中央部付近に位置する。行田市栄町・行田市桜町・行田市中央・行田市行田に接する。
町域の中心部を秩父鉄道が通過する。町域外の南部を埼玉県道128号熊谷羽生線が横切り、町域の中心部を埼玉県道199号行田市停車場酒巻線が、町域の西部を埼玉県道198号行田市停車場線が通っている。
大正中期から1990年代後半頃まで、両県道沿いに多くの飲食店やパチンコ店が営業する地域であったが、2022年現在はその多くが閉店・廃業し、住宅地が大半を占めている。

### 河川
- 忍川 - 町域の北部を流れる。

## 歴史
明治後期までは田畑が広がる地域であったが、1921年（大正10年）4月1日に北武鉄道（2022年現在の秩父鉄道）の羽生 - 行田駅（当時）間が開業した頃から住宅や商店が建ち並ぶようになった。
- 1976年（昭和51年）2月1日 - 谷郷（大字）から分離し、住居表示を実施して宮本が成立。

## 世帯数と人口
2017年（平成29年）10月1日現在の世帯数と人口は以下の通りである。
| 町丁 | 世帯数  | 人口  |
| ---- | ------- | ----- |
| 宮本 | 219世帯 | 426人 |

## 小・中学校の学区
市立小・中学校に通う場合、学区は以下の通りとなる（旧行田市立中央小学校と旧行田市立星宮小学校が統合し、2022年4月に旧行田市立中央小学校跡に行田市立忍小学校が開校）。
| 番地 | 小学校           | 中学校           |
| ---- | ---------------- | ---------------- |
| 全域 | 行田市立忍小学校 | 行田市立忍中学校 |

## 交通
町域内に鉄道は存在しないが、近隣に秩父鉄道秩父本線の行田市駅が存在する。バスは朝日バス（行田市駅発着路線）の宮本町バス停がある。

## 主な施設等
町域が市街地に位置していることもあって、商業施設が数多くある。
- 宮本公園[6]
- 宮本会館 - 宮本公園に隣接